# Bermuda International 1969
Die Bermuda International 1969 fanden vom 21. bis zum 24. April 1969 in Hamilton statt. Es war die sechste Austragung dieser internationalen Titelkämpfe der Bermudas im Badminton.

## Sieger und Finalisten
| Disziplin    | Gold                           | Silber                        |
| ------------ | ------------------------------ | ----------------------------- |
| Herreneinzel | Eddie Kyme                     | Nick Dungey                   |
| Dameneinzel  | Janet Lumley                   | Elizabeth Crayton             |
| Herrendoppel | Jack Flynn Sam Smyth           | Eddie Kyme Tony Stirk         |
| Damendoppel  | Janet Lumley Elizabeth Crayton | Lillian Clegg Edna Allen      |
| Mixed        | Eddie Kyme Edna Allen          | Tom Crayton Elizabeth Crayton |